# 法華曼荼羅
法華曼荼羅（ほっけまんだら）とは、法華経の世界を図、梵字、漢字などで表した曼荼羅の一種。

## 密教の法華曼荼羅

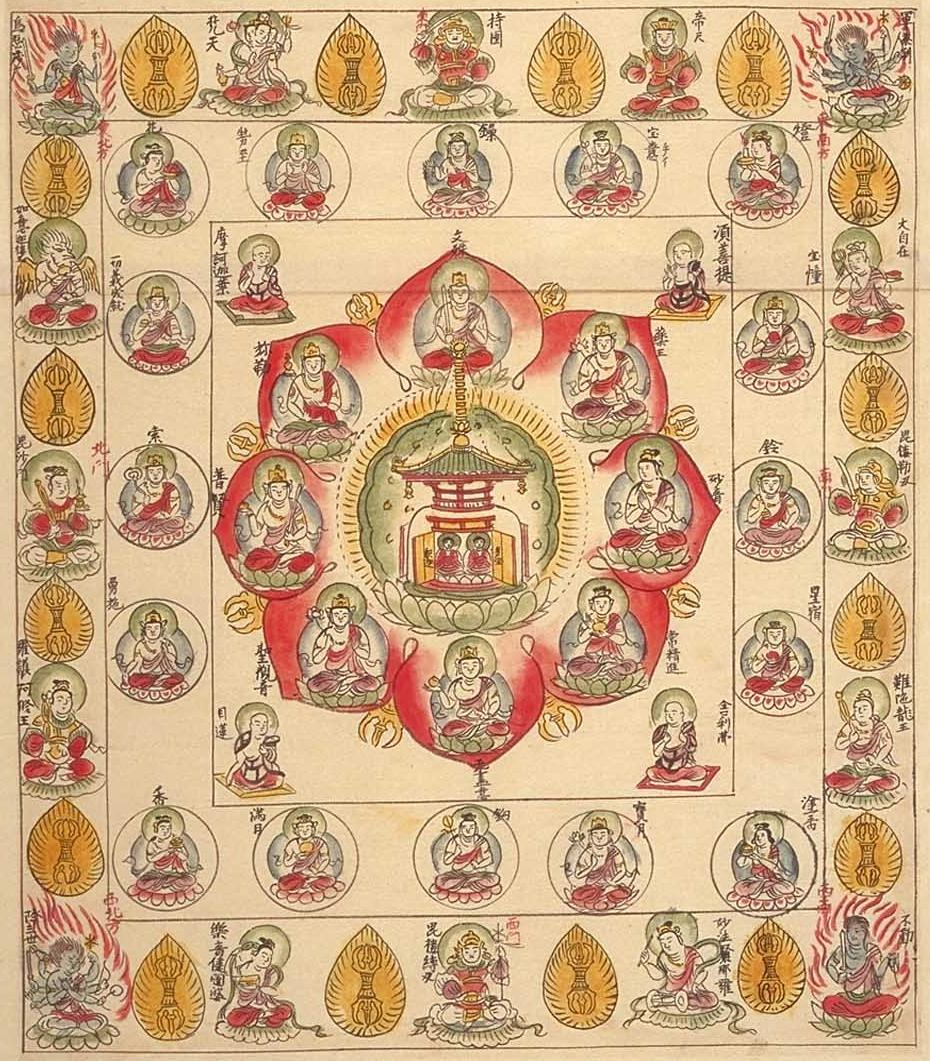
法華曼荼羅 (恵什・永厳 著 『図像抄』より)

天台宗、真言宗に於ける法華曼荼羅は、法華経前半十四品（迹門）に登場する菩薩などを表したものである。真言八祖の不空の著作である成就妙法蓮華経王瑜伽観智儀軌に基づいている。構成は、中央に八葉蓮華(8枚の花弁を持つ蓮の花)を描き、その上に多宝塔を描く。多宝塔中の右に釈迦牟尼佛左に多宝如来が並んでいる。その周囲、八葉蓮華の花弁に弥勒菩薩・文殊菩薩・薬王菩薩・妙音菩薩・常精進菩薩・無尽意菩薩・観音菩薩・普賢菩薩の8尊の菩薩が配置されている。さらにその八葉蓮華の周囲に迦葉、須菩提、舎利弗、目連の4人の声聞を描く。さらにその外に外四供養菩薩、四摂菩薩、諸天、四大明王などを描く。

## 日蓮宗の「大曼荼羅」
日蓮宗の本尊については、記事「大曼荼羅」を参照。